# بالگردگاه نوسواک
بالگردگاه نوسواک (به انگلیسی: Nuussuaq Heliport) یک فرودگاه همگانی است. این فرودگاه در کشور گرینلند قرار دارد.